# حزقيال كارلوس كاستيلا
حزقيال كارلوس كاستيلا (بالإسبانية: Juan Carlos Castilla Gómez)‏ هو لاعب كرة قدم إسباني، ولد في 10 يونيو 1978 في ولبة في إسبانيا. لعب مع ريكرياتيفو ونادي كارتاخينا ونادي لاردة ويونيون ديبورتيفا لوغرينييس.

## وصلات خارجية
- حزقيال كارلوس كاستيلا على موقع قاعدة بيانات كرة القدم.إي يو (الإنجليزية)
- حزقيال كارلوس كاستيلا على موقع Soccerway.com (الإنجليزية)